# Laje do Muriaé
Laje do Muriaé is een gemeente in de Braziliaanse deelstaat Rio de Janeiro. De gemeente telt 7.996 inwoners (schatting 2009).

## Aangrenzende gemeenten
De gemeente grenst aan Itaperuna, Miracema, Barão de Monte Alto (MG) en Patrocínio do Muriaé (MG).